# Macropygia ruficeps
La tórtola cuco chica (Macropygia ruficeps) es una especie de ave columbiforme de la familia Columbidae propia del sudeste asiático.

## Distribución
La tórtola cuco chica se extiende por el sudeste asiático, incluidas las islas de la Sonda (excepto Célebes), distribuido por
Birmania, el sur de China, Indonesia, Laos, Malasia, Tailandia, Brunéi y Vietnam.